# 1914年至1915年英格蘭足總盃
1914/15球季英格蘭足總盃（英語：FA Cup），是第44屆英格蘭足總盃，今屆賽事的冠軍是錫菲聯，他們在決賽以3:0擊敗車路士，奪得冠軍。本屆賽事在奧脫福球場舉行。
本屆賽事是因一戰而停辦前的最後一屆賽事。

## 外部連結
1. 英格蘭足總盃官網Archive-It的存檔，存档日期2012-04-24
2. 英格蘭足總盃 歷屆冠軍（页面存档备份，存于）